# Taenit
Taenit (Fe,Ni) je mineral, ki se na Zemlji pojavlja predvsem v železnih meteoritih. Je zlitina železa in niklja z vsebnostjo niklja od 20 do 65 %.
Njegovo ime izhaja iz grškega izraza ταινία [tainía], ki pomeni pas ali trak. Taenit je glavna sestavina železnih meteoritov. V oktaedritih se nahaja v pasovih, ki se prepletajo s kamacitom in tvorijo Widmanstättenove vzorce. V ataksitih je prevladujoči mineral. V oktaedritih se pojavlja tudi v fini zmesi s kamacitom, imenovani plesit.
Taenit je eden od štirih znanih Fe-Ni meteoritskih mineralov. Drugi trije so kamacit, tetrataenit in antitaenit.

## Najdišča meteoritov s taenitom
- Krater Campo del Cielo, Argentina
- Meteoritski rezervat Henbury, Avstralija
- Kanjon Diablo, Arizona, Združene države Amerike